# Kościół św. Jana Nepomucena w Bytomiu-Łagiewnikach
Kościół świętego Jana Nepomucena – kościół wzniesiony w latach 1894–1896 w Bytomiu-Łagiewnikach, wpisany do rejestru zabytków nieruchomych województwa śląskiego. Rzymskokatolicki kościół parafialny należący do dekanatu Świętochłowice archidiecezji katowickiej.
Jest to świątynia wzniesiona na podstawie projektu przygotowanego przez miejskiego mistrza budowlanego z Bytomia, Paula Jackischa, który zaprojektował kościół w stylu eklektycznym, łączącym styl neoromański ze stylem neogotyckim. Prace budowlane rozpoczęły się w 1894 roku; w 1896 roku świątynia została poświęcona, natomiast uroczystość konsekracji odbyła się w 1902 roku. Kościół jest orientowany, został wybudowany z cegły, na planie krzyża łacińskiego, posiada wieżę nakrytą ostrosłupowym dachem hełmowym od strony zachodniej i półkoliste prezbiterium od strony wschodniej. Wnętrze jest trzynawowe, znajdują się w nim empory.

## Galeria

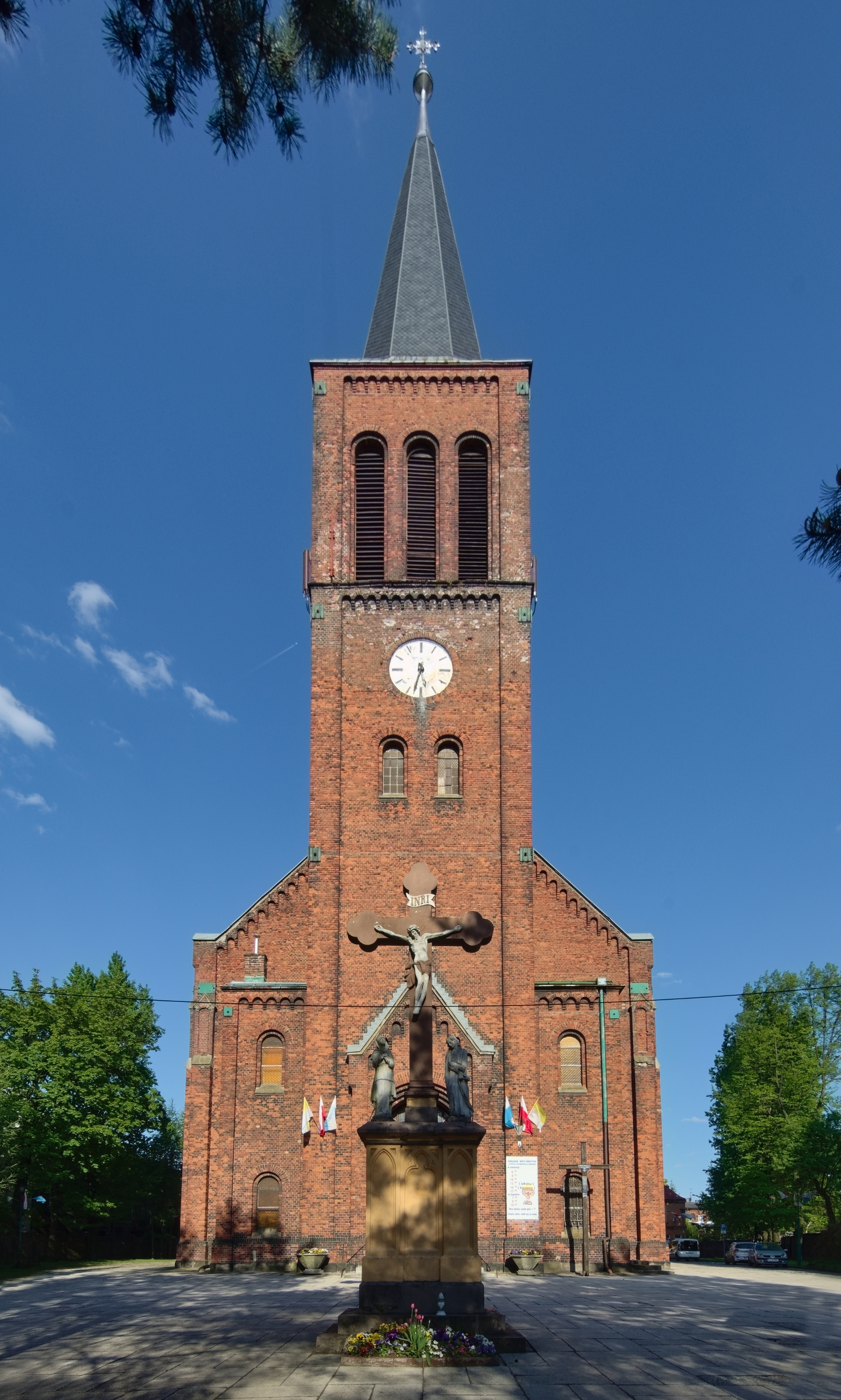
Elewacja frontowa (2023)
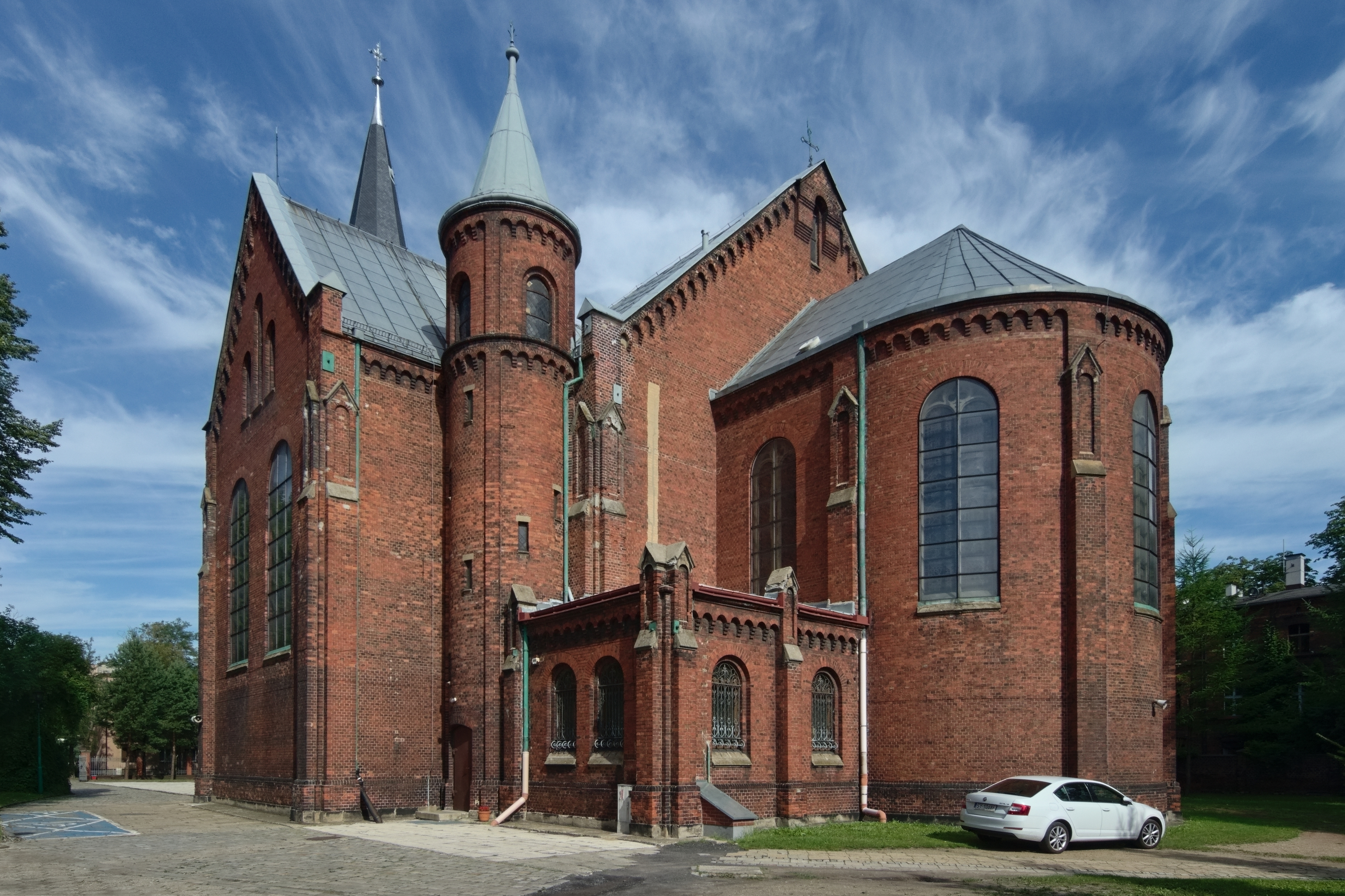
Widok od tyłu (2022)
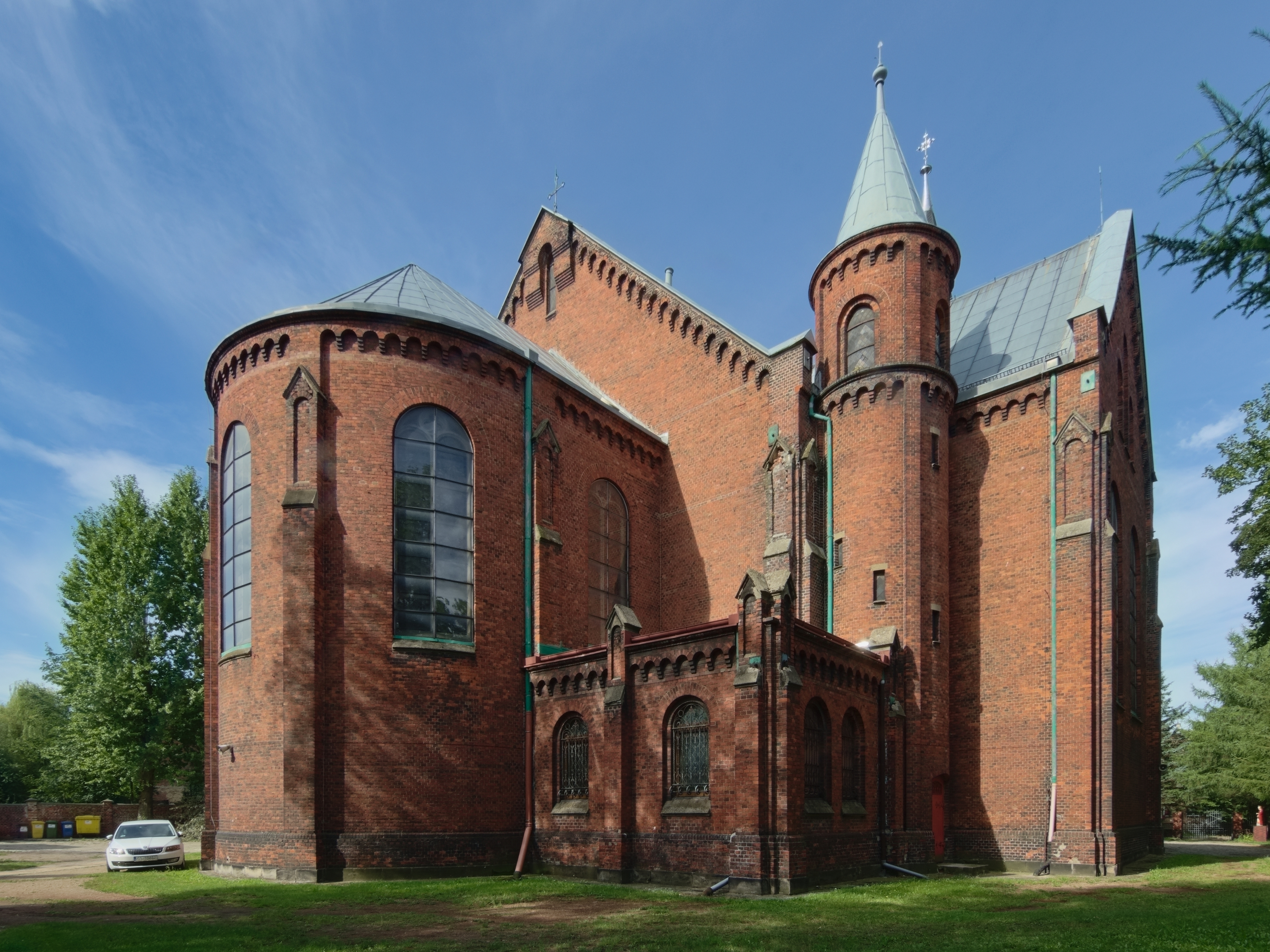
Widok od tyłu (2022)
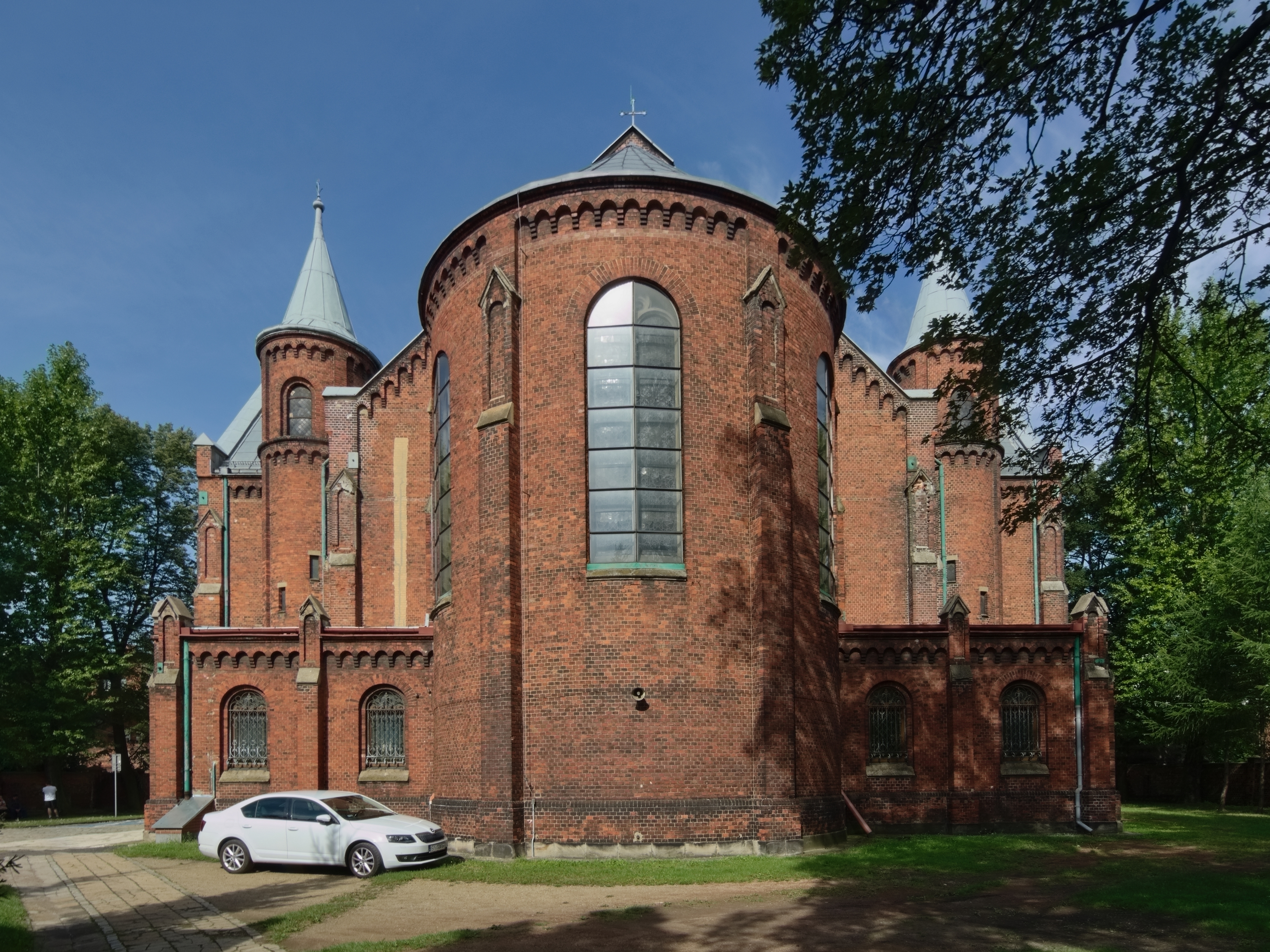
Apsyda (2022)
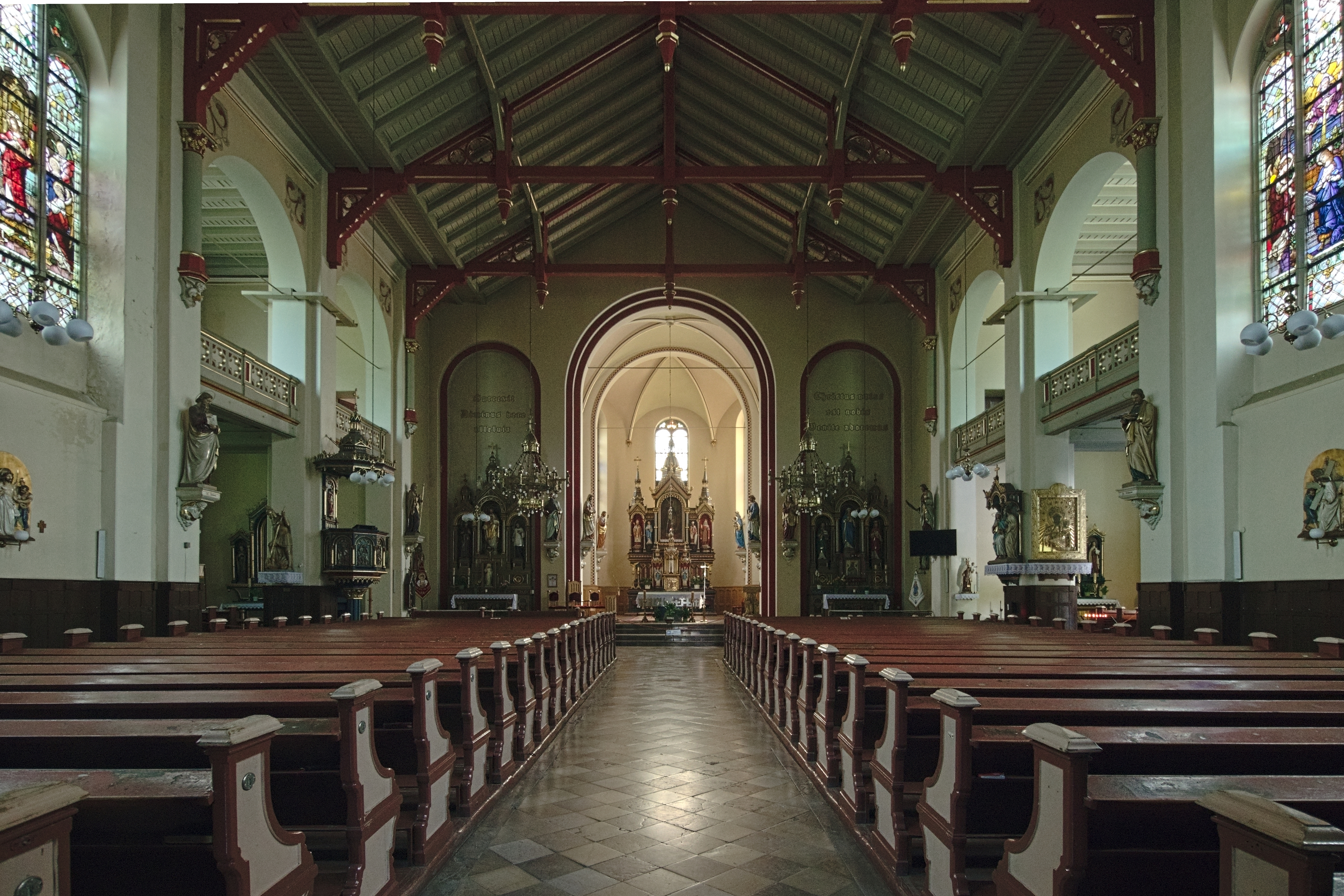
Wnętrze (2022)
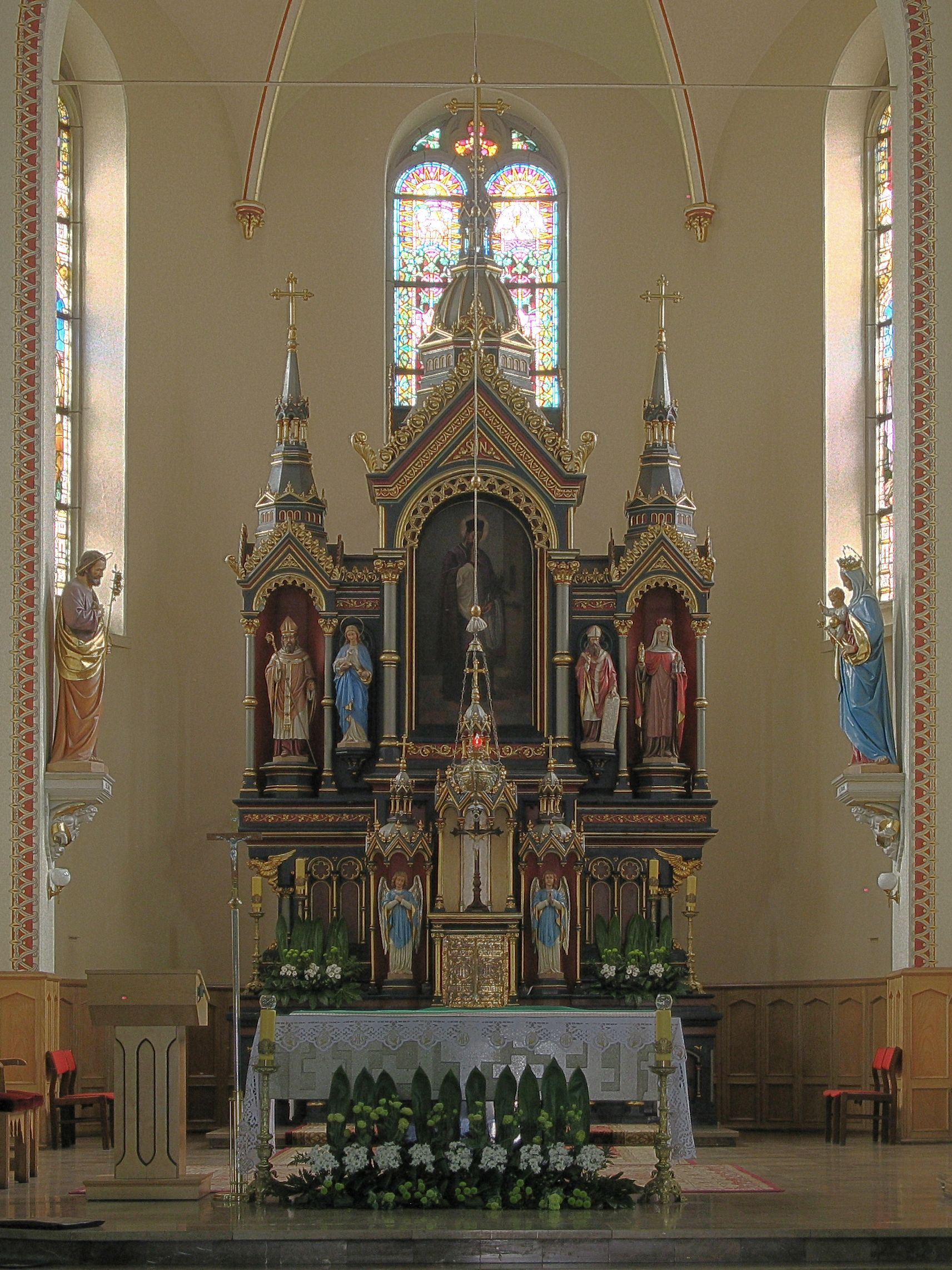
Ołtarz główny (2018)
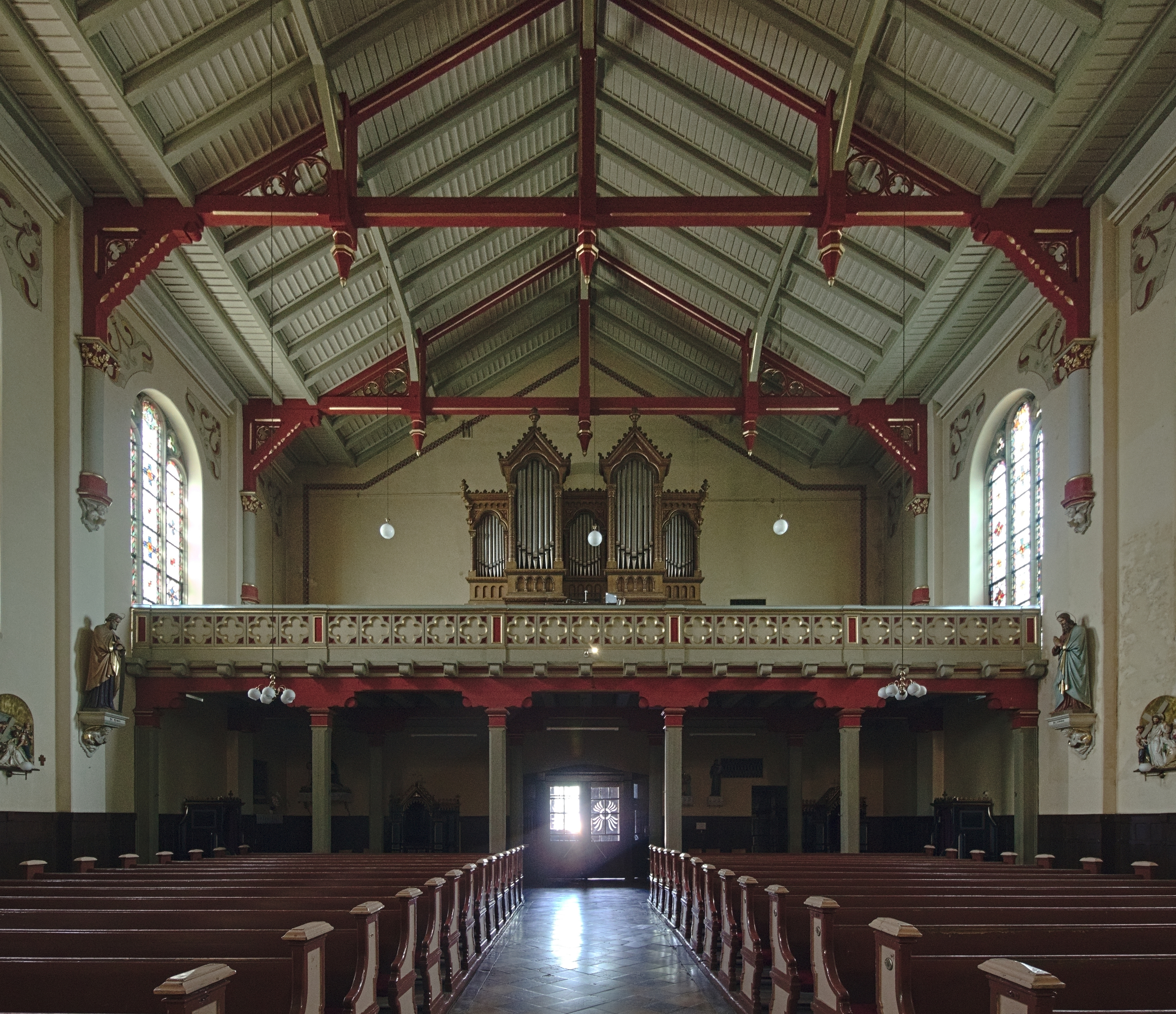
Nawa (2022)
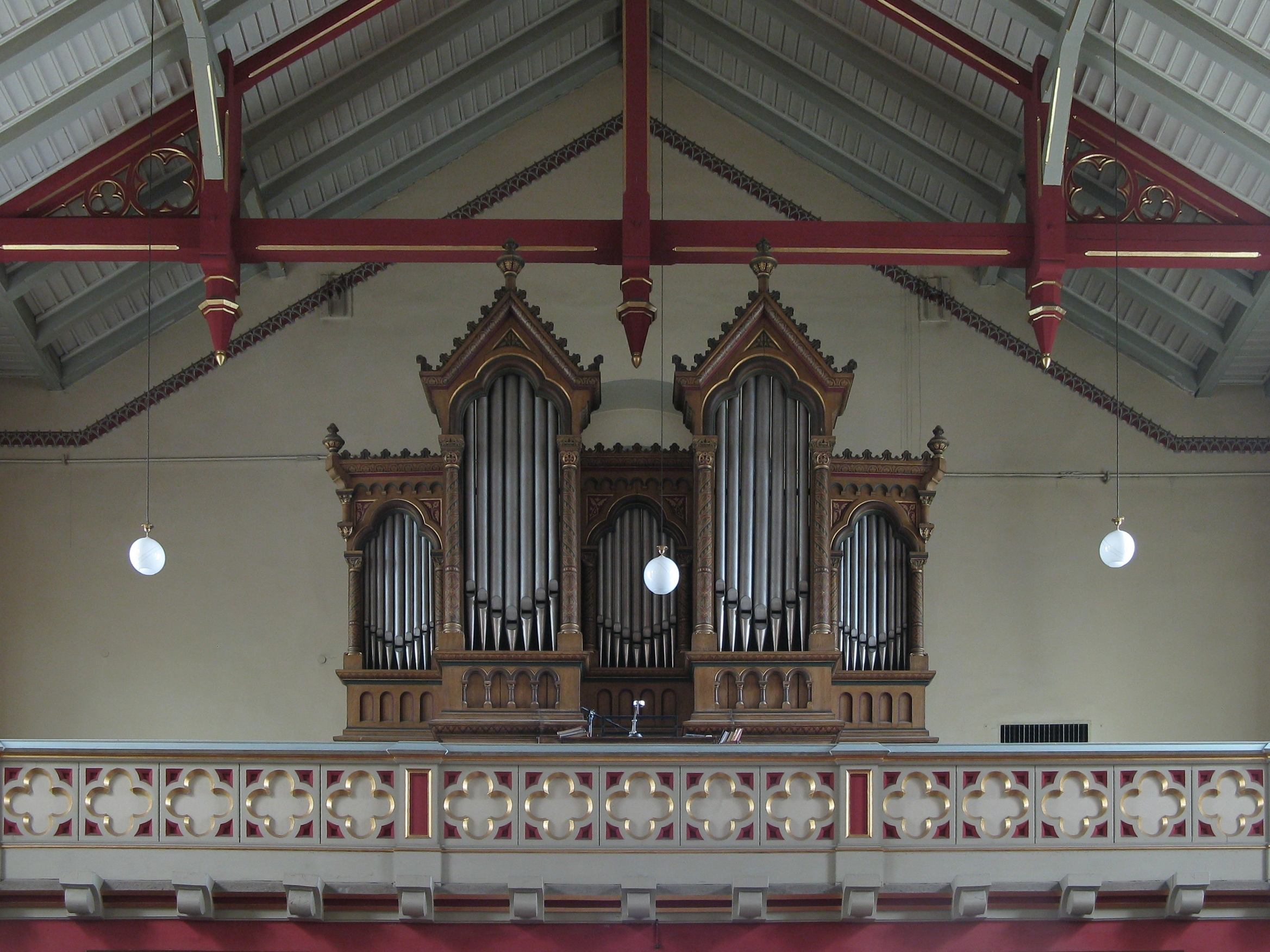
Organy (2018)